# أميمة معاوية
أميمة بن معاوية والمعروفة أيضًا باسم أميمة معاوية هي لاعبة كرة قدم تونسية سابقة ومدربة حاليا. كانت تلعب في خط الوسط، وقد لعبت لمنتخبي تونس والإمارات العربية المتحدة على المستوى الدولي.

## مسيرتها الكروية
لعبت أميمة لنادي تونس للطيران في تونس.

## مسيرتها الدولية
لعبت أميمة مع تونس على مستوى المنتخب الأول خلال تصفيات كأس الأمم الإفريقية للسيدات (2012 و2014).

### الأهداف الدولية
أهداف ونتائج منتخب تونس مُدرجة أولا
| #. | التاريخ        | المكان                                                | الخصم | الهدف | النتيجة | المنافسة                                     | مراجع |
| -- | -------------- | ----------------------------------------------------- | ----- | ----- | ------- | -------------------------------------------- | ----- |
| 1  | 12 أكتوبر 2011 | استاد زايد بن سلطان، أبوظبي، الإمارات العربية المتحدة | إيران | 1–1   | 2–2     | بطولة اتحاد غرب آسيا لكرة القدم للسيدات 2011 | [ 4 ] |

أهداف ونتائج الإمارات العربية المتحدة مُدرجة أولاً
| #. | التاريخ      | المكان                          | الخصم | الهدف | النتيجة | المنافسة | مراجع |
| -- | ------------ | ------------------------------- | ----- | ----- | ------- | -------- | ----- |
| 1  | 12 مايو 2015 | ملعب المنزه، تونس العاصمة، تونس | مصر   | 2–؟   | 2–0     | ودية     |       |